# جون قاولد فليتشير
جون قاولد فليتشير (بالإنجليزية: John Gould Fletcher)‏ هو كاتب سير ذاتية وكاتب وشاعر أمريكي، ولد في 3 يناير 1886 في ليتل روك في الولايات المتحدة، وتوفي بنفس المكان في 20 مايو 1950 بسبب غرق.